# 日田市
日田市（ひたし）は、大分県の北西部に位置する市である。福岡県、熊本県と県境を接する。1940年（昭和15年）市制施行。

## 地理

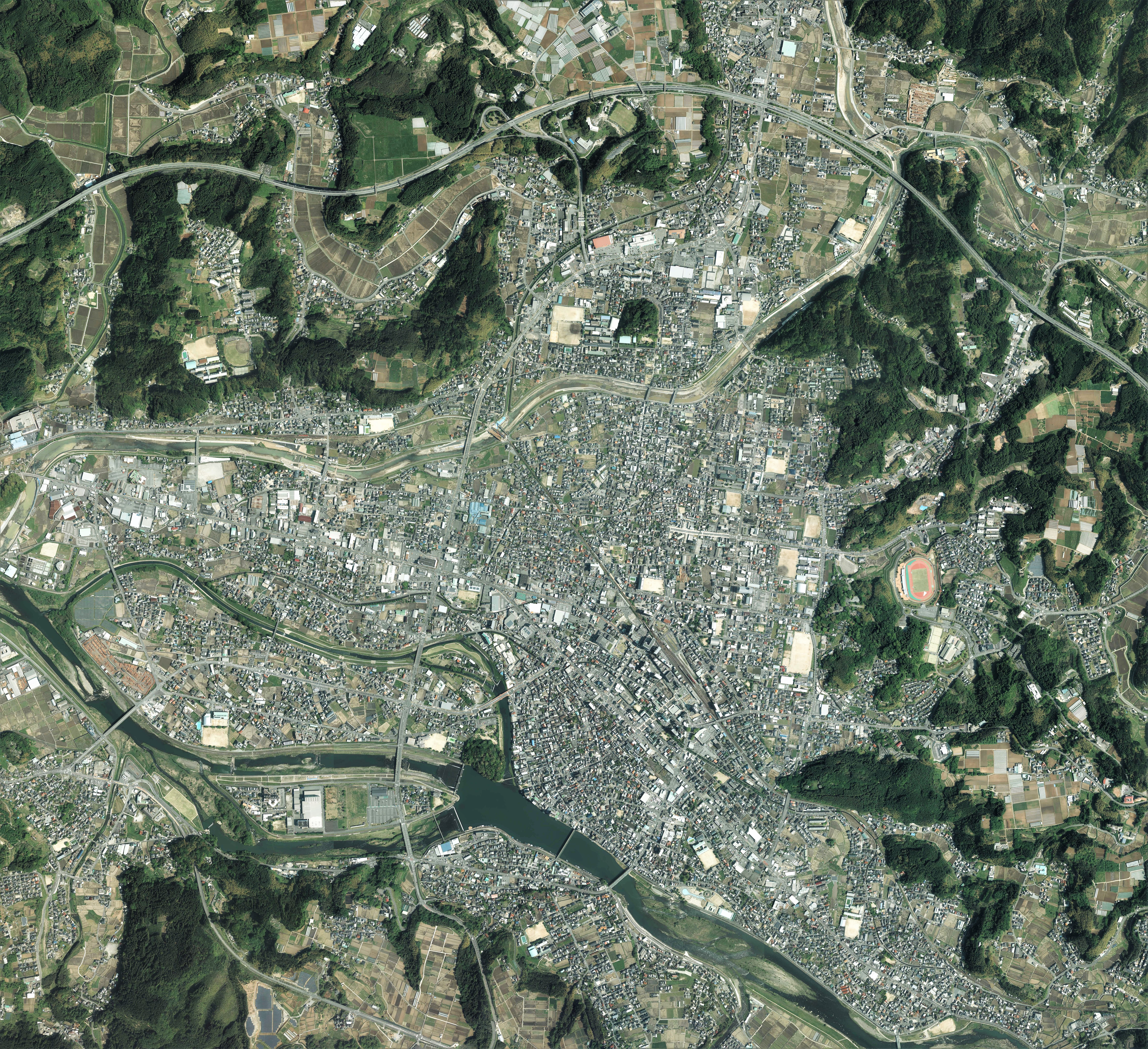
日田市中心部周辺の空中写真。
2018年4月28日撮影の18枚を合成作成。。

日田市は大分県に属するが、筑後川水系にあるため歴史的に福岡県の筑後・筑前地方とのつながりが強い。この地域の方言である日田弁は肥筑方言の特徴を持つ。周囲を山に囲まれた典型的な盆地であり、多くの河川が流れ込み「水郷（すいきょう）」を形成している。
日田盆地周囲の山地は、標高がおよそ1,000メートル、旧前津江村・中津江村・上津江村がある山間部では、標高が1,200メートルほどになる地域がある。
日田盆地に流れ込む多くの河川は、三隈川（筑後川）に合流する。これらの河川は江戸時代末期には、日田周囲の地域で伐採された木材などの物産を、筑後川下流の久留米や大川といった都市まで輸送する物流手段として欠かせないものとなった。この日田川通船は、夜明ダムが建設されたことで終わりを迎えた。
- 山：一尺八寸山（みおうやま）、大将陣山、岳滅鬼山（がくめきざん）、釈迦岳、御前岳、ハナグロ山(鼻黒山)
- 河川：三隈川、大山川、玖珠川、花月川、中野川、黒谷川

### 気候
日田市の気候は九州型の太平洋側気候で盆地のため夏と冬、朝晩の気温差が大きい。年降水量は1,900mm弱と多く、梅雨期に年間降水量の3分の1以上が集中する。なお、日田市は過去にも度々梅雨末期の集中豪雨に見舞われ、大きな被害を出してきた。盆地であるため、春から秋にかけては朝夕に地元では「底霧」と呼ばれている深い霧が発生しやすく、過去には霧日数が年間100日を超えたこともある。
暖候期は全国でも特に最高気温が上がりやすい地点の一つであり、春〜初夏の早い時期から暖気に覆われると真夏日や猛暑日となることがある。夏は猛暑日となる日が多く、1994年に記録された年間猛暑日数45日、1990年および1994年に記録された連続猛暑日数22日は、それぞれ2023年の群馬県桐生市、2020年の岡山県高梁市が上回るまで国内最多記録となっていた。その日の国内最高気温を記録することも珍しくないが、熱帯夜となる日は多くない。
一方、冬は1月の平均気温が4.2℃と九州の都市としては寒さが厳しく冬日が多くなる。放射冷却がよく効いた日は氷点下5℃以下まで下がることもあり、近年でも2012年2月3日に-9.1℃を記録している。大分県内においては比較的積雪が多い地域で、2001年までの記録では盆地の市街地での積雪は多くの年で10cm以下であるが、山間部では30cm以上に達することもある。
旧前津江村の椿ヶ鼻アメダスでは、例年3,000から4,000mmの年降水量を観測するなど山間部では降水量が非常に多い。それが杉や檜の生育を早めるため、林業地域としての日田に寄与している部分もある一方で土砂崩れのような自然災害を発生させる原因ともなっている。
かつては有人の気象官署があったが、2001年に無人化されると日田地域特別気象観測所（アメダス）へと格下げされ、積雪や雷日数などの項目について観測がされなくなった。
- 気温 - 最高39.9℃（2018年（平成30年）8月13日）、最低-10.8℃（1945年（昭和20年）1月19日）
- 最大日降水量 - 336.0ミリ（2017年（平成29年）7月5日）
- 最大瞬間風速 - 50.2メートル（南南東）（2004年（平成16年）9月7日）
- 夏日最多日数 - 175日（2023年（令和5年））
- 真夏日最多日数 - 110日（2021年（令和3年））
- 猛暑日最多日数 - 57日（2024年（令和6年））
- 熱帯夜最多日数 - 33日（2024年（令和6年））
- 冬日最多日数 - 106日（1943年（昭和18年））
- 猛暑日最早日 - 5月24日（2013年（平成25年））

| 日田特別地域気象観測所（日田市三本松、標高83m）の気候        | 日田特別地域気象観測所（日田市三本松、標高83m）の気候 | 日田特別地域気象観測所（日田市三本松、標高83m）の気候 | 日田特別地域気象観測所（日田市三本松、標高83m）の気候 | 日田特別地域気象観測所（日田市三本松、標高83m）の気候 | 日田特別地域気象観測所（日田市三本松、標高83m）の気候 | 日田特別地域気象観測所（日田市三本松、標高83m）の気候 | 日田特別地域気象観測所（日田市三本松、標高83m）の気候 | 日田特別地域気象観測所（日田市三本松、標高83m）の気候 | 日田特別地域気象観測所（日田市三本松、標高83m）の気候 | 日田特別地域気象観測所（日田市三本松、標高83m）の気候 | 日田特別地域気象観測所（日田市三本松、標高83m）の気候 | 日田特別地域気象観測所（日田市三本松、標高83m）の気候 | 日田特別地域気象観測所（日田市三本松、標高83m）の気候 |
| 月                                                           | 1月                                                   | 2月                                                   | 3月                                                   | 4月                                                   | 5月                                                   | 6月                                                   | 7月                                                   | 8月                                                   | 9月                                                   | 10月                                                  | 11月                                                  | 12月                                                  | 年                                                    |
| ------------------------------------------------------------ | ----------------------------------------------------- | ----------------------------------------------------- | ----------------------------------------------------- | ----------------------------------------------------- | ----------------------------------------------------- | ----------------------------------------------------- | ----------------------------------------------------- | ----------------------------------------------------- | ----------------------------------------------------- | ----------------------------------------------------- | ----------------------------------------------------- | ----------------------------------------------------- | ----------------------------------------------------- |
| 最高気温記録 °C （°F）                                       | 21.5 (70.7)                                           | 25.2 (77.4)                                           | 28.2 (82.8)                                           | 31.5 (88.7)                                           | 36.3 (97.3)                                           | 37.1 (98.8)                                           | 39.3 (102.7)                                          | 39.9 (103.8)                                          | 38.0 (100.4)                                          | 35.7 (96.3)                                           | 29.6 (85.3)                                           | 24.7 (76.5)                                           | 39.9 (103.8)                                          |
| 平均最高気温 °C （°F）                                       | 9.8 (49.6)                                            | 11.8 (53.2)                                           | 15.7 (60.3)                                           | 21.5 (70.7)                                           | 26.4 (79.5)                                           | 28.5 (83.3)                                           | 32.3 (90.1)                                           | 33.5 (92.3)                                           | 29.5 (85.1)                                           | 24.1 (75.4)                                           | 18.1 (64.6)                                           | 12.1 (53.8)                                           | 21.9 (71.4)                                           |
| 日平均気温 °C （°F）                                         | 4.2 (39.6)                                            | 5.6 (42.1)                                            | 9.2 (48.6)                                            | 14.5 (58.1)                                           | 19.4 (66.9)                                           | 23.0 (73.4)                                           | 26.8 (80.2)                                           | 27.4 (81.3)                                           | 23.6 (74.5)                                           | 17.6 (63.7)                                           | 11.6 (52.9)                                           | 6.1 (43)                                              | 15.8 (60.4)                                           |
| 平均最低気温 °C （°F）                                       | −0.2 (31.6)                                           | 0.5 (32.9)                                            | 3.6 (38.5)                                            | 8.2 (46.8)                                            | 13.3 (55.9)                                           | 18.6 (65.5)                                           | 22.7 (72.9)                                           | 23.1 (73.6)                                           | 19.2 (66.6)                                           | 12.5 (54.5)                                           | 6.5 (43.7)                                            | 1.5 (34.7)                                            | 10.8 (51.4)                                           |
| 最低気温記録 °C （°F）                                       | −10.8 (12.6)                                          | −9.9 (14.2)                                           | −7.8 (18)                                             | −4.4 (24.1)                                           | 1.2 (34.2)                                            | 7.1 (44.8)                                            | 12.7 (54.9)                                           | 14.1 (57.4)                                           | 5.9 (42.6)                                            | −0.2 (31.6)                                           | −4.9 (23.2)                                           | −7.8 (18)                                             | −10.8 (12.6)                                          |
| 降水量 mm （inch）                                           | 64.6 (2.543)                                          | 81.4 (3.205)                                          | 122.9 (4.839)                                         | 128.1 (5.043)                                         | 150.0 (5.906)                                         | 352.1 (13.862)                                        | 376.9 (14.839)                                        | 189.1 (7.445)                                         | 178.7 (7.035)                                         | 87.4 (3.441)                                          | 81.5 (3.209)                                          | 63.6 (2.504)                                          | 1,876.3 (73.87)                                       |
| 平均降水日数 （≥0.5 mm）                                     | 10.3                                                  | 10.4                                                  | 11.9                                                  | 10.8                                                  | 10.2                                                  | 14.4                                                  | 14.0                                                  | 11.9                                                  | 10.7                                                  | 7.9                                                   | 9.0                                                   | 10.2                                                  | 131.8                                                 |
| % 湿度                                                       | 76                                                    | 72                                                    | 70                                                    | 67                                                    | 67                                                    | 74                                                    | 76                                                    | 74                                                    | 76                                                    | 75                                                    | 78                                                    | 78                                                    | 74                                                    |
| 平均月間日照時間                                             | 112.7                                                 | 126.0                                                 | 156.7                                                 | 177.1                                                 | 189.7                                                 | 127.1                                                 | 161.6                                                 | 189.3                                                 | 151.2                                                 | 163.8                                                 | 133.1                                                 | 115.3                                                 | 1,811                                                 |
| 出典：気象庁（平均値：1991年 - 2020年、極値：1942年 - 現在） |                                                       |                                                       |                                                       |                                                       |                                                       |                                                       |                                                       |                                                       |                                                       |                                                       |                                                       |                                                       |                                                       |

| 椿ヶ鼻（2004年 - 2020年）の気候    | 椿ヶ鼻（2004年 - 2020年）の気候 | 椿ヶ鼻（2004年 - 2020年）の気候 | 椿ヶ鼻（2004年 - 2020年）の気候 | 椿ヶ鼻（2004年 - 2020年）の気候 | 椿ヶ鼻（2004年 - 2020年）の気候 | 椿ヶ鼻（2004年 - 2020年）の気候 | 椿ヶ鼻（2004年 - 2020年）の気候 | 椿ヶ鼻（2004年 - 2020年）の気候 | 椿ヶ鼻（2004年 - 2020年）の気候 | 椿ヶ鼻（2004年 - 2020年）の気候 | 椿ヶ鼻（2004年 - 2020年）の気候 | 椿ヶ鼻（2004年 - 2020年）の気候 | 椿ヶ鼻（2004年 - 2020年）の気候 |
| 月                                 | 1月                             | 2月                             | 3月                             | 4月                             | 5月                             | 6月                             | 7月                             | 8月                             | 9月                             | 10月                            | 11月                            | 12月                            | 年                              |
| ---------------------------------- | ------------------------------- | ------------------------------- | ------------------------------- | ------------------------------- | ------------------------------- | ------------------------------- | ------------------------------- | ------------------------------- | ------------------------------- | ------------------------------- | ------------------------------- | ------------------------------- | ------------------------------- |
| 降水量 mm （inch）                 | 101.2 (3.984)                   | 163.3 (6.429)                   | 202.7 (7.98)                    | 240.4 (9.465)                   | 252.2 (9.929)                   | 616.0 (24.252)                  | 677.1 (26.657)                  | 324.3 (12.768)                  | 292.9 (11.531)                  | 162.3 (6.39)                    | 119.7 (4.713)                   | 119.5 (4.705)                   | 3,264.1 (128.508)               |
| 平均降水日数 （≥1.0 mm）           | 9.3                             | 11.3                            | 11.3                            | 11.3                            | 10.2                            | 15.3                            | 15.9                            | 12.7                            | 11.7                            | 8.8                             | 9.3                             | 10.8                            | 137.4                           |
| 出典1：Japan Meteorological Agency |                                 |                                 |                                 |                                 |                                 |                                 |                                 |                                 |                                 |                                 |                                 |                                 |                                 |
| 出典2：気象庁                      |                                 |                                 |                                 |                                 |                                 |                                 |                                 |                                 |                                 |                                 |                                 |                                 |                                 |

### 隣接している自治体
大分県
- 中津市
- 玖珠郡玖珠町

福岡県
- うきは市
- 朝倉市
- 八女市
- 朝倉郡東峰村
- 田川郡添田町

熊本県
- 山鹿市
- 菊池市
- 阿蘇市
- 阿蘇郡南小国町、小国町

### 地名
市制施行当初は32大字からなっていた。
- 北豆田、隈（1968年消滅）、庄手、竹田、豆田、南豆田（以上、旧日田町）
- 十二町、友田、渡里（以上、旧光岡村）
- 上野、高瀬（以上、旧高瀬村）
- 花月、三和（以上、旧三花村）
- 求来里、田島、日高（以上、旧三芳村)
- 有田、西有田（以上、旧西有田村）
- 小迫、二串、山田（以上、旧朝日村）
- 石井、内河野、小山、川下、堂尾（以上、旧五和村）
- 小野（旧小野村）
- 大肥、鶴河内（以上、旧大鶴村）
- 羽田、東有田（以上、旧東有田村）
- 夜明（旧夜明村）

1966年から1968年にかけて中心部で住居表示を実施した。
- 上城内町（1966年、北豆田・田島から発足）
- 城町1丁目 - 2丁目（1966年、北豆田から発足）
- 田島1丁目 - 2丁目（1966年、田島・日高・竹田から発足）
- 淡窓1丁目 - 2丁目（1966年、南豆田・田島・十二町から発足）
- 中城町（1966年、南豆田・北豆田・田島・十二町から発足）
- 豆田町（1966年、南豆田・北豆田から発足）
- 丸の内町（1966年、南豆田・渡里から発足）
- 港町（1966年、南豆田から発足）
- 三本松1丁目 - 2丁目（1967年、南豆田・庄手・十二町から発足）
- 三本松新町（1967年、十二町から発足）
- 田島本町（1967年、竹田・田島から発足）
- 中央1丁目 - 2丁目（1967年、南豆田・竹田・庄手・田島から発足）
- 吹上町（1967年、北豆田・渡里・友田から発足）
- 本庄町（1967年、庄手・竹田から発足）
- 本町（1967年、竹田から発足）
- 丸山1丁目 - 2丁目（1967年、北豆田・渡里から発足）
- 南元町（1967年、竹田・日高から発足）
- 元町（1967年、竹田・田島から発足）
- 川原町（1968年、竹田・隈から発足）
- 亀山町（1968年、竹田・庄手から発足）
- 隈1丁目 - 2丁目（1968年、竹田・隈・庄手から発足）
- 竹田新町（1968年、竹田から発足）
- 中本町（1968年、竹田から発足）
- 東町（1968年、竹田から発足）
- 若宮町（1968年、竹田・日高から発足）
- 下井手町（日高から発足。年不詳）
- 三芳小渕町（日高から発足。年不詳）
- 刃連町（日高から発足。年不詳）

平成の大合併
平成の大合併で2町3村を編入合併した。これらの地区は従来の大字の前に、旧町村名を冠した「○○町」の町名を冠している。ただし、中津江村は「中津江村」を冠している。
- 前津江町赤石、前津江町大野、前津江町柚木（以上、旧前津江村）
- 中津江村合瀬、中津江村栃野（以上、旧中津江村）
- 上津江町上野田、上津江町川原（以上、旧上津江村）
- 大山町西大山、大山町東大山（以上、旧大山村）
- 天瀬町赤岩、天瀬町女子畑、天瀬町合田、天瀬町桜竹、天瀬町湯山（以上、旧中川村）
- 天瀬町馬原（旧馬原村）
- 天瀬町五馬市、天瀬町出口、天瀬町塚田、天瀬町本城（以上、旧五馬村）

#### 通称町名
旧日田市の大字地区では、日常的に通称町名が用いられている。以下、その一覧である。
- 有田 - 有田町、尾当町、中尾町、三池町、水目町
- 石井 - 石井町1丁目 - 3丁目
- 内河野 - 内河町
- 上野 - 上野町
- 大肥 - 大鶴町、大肥本町、大肥町
- 小迫 - 朝日ヶ丘、朝日町、小迫町
- 小野 - 鈴連町、殿町、三河町、源栄町
- 小山 - 小山町
- 花月 - 秋原町、市ノ瀬町、小河内町、伏木町、藤山町
- 川下 - 高井町
- 北豆田 - 秋山町、城内新町
- 求来里 - 神来町、求町
- 庄手 - 亀川町、中釣町、中ノ島町、日ノ隈町
- 十二町 - 玉川町、新治町
- 高瀬 - 大宮町、京町、串川町1丁目 - 2丁目、琴平町、誠和町、銭渕町、高瀬本町、大日町、南部町、八幡町
- 鶴河内 - 大鶴本町、上宮町、鶴河内町、鶴城町
- 友田 - 北友田1丁目 - 3丁目、南友田町
- 堂尾 - 緑町1丁目 - 2丁目
- 二串 - 君迫町、二串町
- 西有田 - 石松町、坂井町、三ノ宮町1丁目 - 2丁目、上手町
- 羽田 - 岩美町、羽田町、東羽田町、日の本町
- 東有田 - 池辺町、上諸留町、月出町、松野町、諸留町
- 日高 - 大部町、小ヶ瀬町、古金町、日高町、桃山町
- 三和 - 財津町、清水町、天神町
- 山田 - 山田町
- 夜明 - 夜明上町、夜明関町、夜明中町
- 渡里 - 清岸寺町、日ノ出町

## 歴史

### 地名の由来
令制国としては豊後国に属した。「日田」の地名の由来にはいくつかの説があり定かではない。
720年から740年頃に成立した『豊後国風土記』では、景行天皇が九州遠征時に浮羽から日田に立ち寄った際に、「久津媛」（ひさつひめ）と名乗る神が人となり現れたことに因んで名づけられたもので、後に久津媛が訛って「日田」になったとしている。
また、承平年間（931年 - 938年）に成立した『和名類聚抄』では、日高郡とされており、「比多」の訓が付されている（元和古活字本巻5）。現在も三芳地区には「日高町」という地名が残っている。
江戸時代に成立した『豊西記』には、「湖であった日田盆地に大鷹が東から飛んできて湖水に羽を浸し、羽ばたき、旭日の中を北へ去ると、湖水は轟々と抜けて干潟となった。そして日隈、月隈、星隈の三丘が現れた。」という「日と鷹神話」があり、それよりヒタカと呼ばれるようになったという。

### 先史・古代
小迫辻原遺跡より、3世紀末から4世紀初頭にかけての豪族の環濠居館の跡が出土している。また、ダンワラ古墳からは1世紀 - 3世紀頃の漢鏡と推定される金銀錯嵌珠龍紋鉄鏡（国の重要文化財）が出土している。この鏡には卑弥呼の鏡ではないかとの説もあり、2009年に九州国立博物館4周年特別展で展示された際には「卑弥呼の鏡か?」とのコピーとともにPRされた。
学術的には偽書とされる『先代旧事本紀』国造本紀に、古代ヒタにおいての国造には、「成務天皇の時代に葛城国造同祖、鳥羽足尼（宿禰）を定めた。」とある。止波宿禰（鳥羽宿禰）は、470年以降（古墳時代後期）に靱編連（ユギアミノムラジ。現在の日田市刃連町付近）に会所宮（現在の会所山久津媛神社周辺）とよばれた屋敷に居住し、村人に農業などを指南した人物として『豊日志』（現存せず）に記されていたとされる。
『豊後国風土記』靭編郡の条には、欽明天皇の時代、日下部氏の祖である邑阿自（オウアジ）が靱部として仕えており、村について家を構えた。これにより靭負（ユギオイ）村とよび、後に靭編（ユギアミ）郡と呼んだとある。ちなみにユギオイとは、靭（ユギ・ユキ、矢を入れる容器）を使用する者をいい、ユギアミとは、靭を作る者のことをいう。大化の改新後は郡司に任ぜられ、大蔵氏 (豊後国)が郡司に就くまで日田の支配権を握っていたと考えられている。

### 古代 - 中世
834年頃に、在地小豪族の大蔵氏（大蔵氏の庶家）が居付いたとされている。日田大蔵氏に関しては中井王の子孫であるという説もあるが、一方、宇佐を本拠としていた大蔵鬼蔵大夫永弘が日田に居付いて、日田大蔵氏となったという説もあり、渡来の秦氏であるというものまであるので定かではない。
日田城および大蔵館（鷹城）、現在の慈眼山公園を拠点に栄華を極め、1444年まで590余年一系を保った。家臣たちにより16代永包を殺害した永好を美濃国で殺害し、豊後の大蔵氏は滅亡する。その後、大友氏より親満（永世）を養子に受けて大友系日田氏として再興するが、1548年に滅亡する。以降は、大友義鑑が選出した旧豊後大蔵氏一族の郡老8名が政治を執り行った。

### 近世

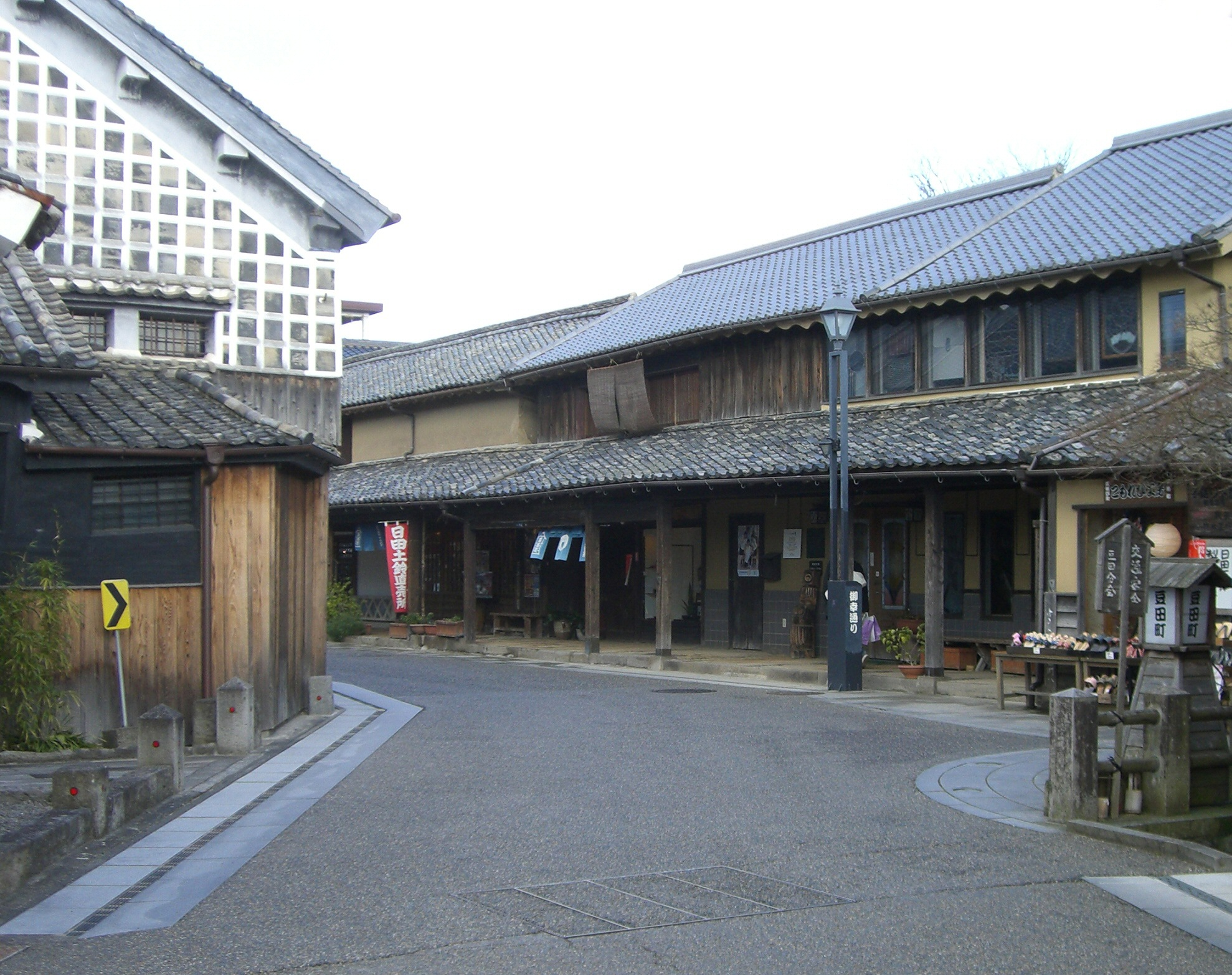
日田市内豆田町の町並み

1593年、豊後国を治めていた大友義統が文禄・慶長の役において敵前逃亡の責めを負って改易され、領国内であった日田郡は蔵入地（豊臣家直轄地）となり、宮部継潤らによる検地（太閤検地）が行われた。宮木豊盛が代官として入領して日隈城（隈城）を築き、のち毛利高政が日隈城に入城して日田郡2万石および玖珠郡を治めた。1600年の関ヶ原の戦いで毛利高政は西軍につき、日隈城は豊後国内の攻略を行っていた黒田孝高勢と講和して開城。毛利氏は豊後国佐伯への転封となり、日田は黒田孝高家臣の栗山善助預かりとなって日隈城に詰めた。
1601年、小川光氏が日田郡に入領し日田盆地北部にある丸山（月隈山）に丸山城を築城。日田郡の内、丸山城を中心とする北部を小川氏、日隈城を中心とする南部を栗山氏に代わって毛利氏預地として治めるところとなった。1616年、小川氏に代わり石川忠総が丸山城に入城。城を改修して永山城と改名し、城下町も移転して豆田町と改める。1633年、石川氏が下総国佐倉藩に移封となり、中津藩・杵築藩の預地となる。1639年、江戸幕府直轄領となり、初代代官の小川藤左衛門、小川九左衛門は城を廃して麓に陣屋を置いた。その後、幕府の直轄領である支配所（天領）や他藩の預地、松平直矩などいくつかの大名支配を経て、1686年以降は大名が入封することなく明治まで幕府の支配所となり、幕府が任じた代官が赴任するところとなった。
江戸中期の1767年、日田代官の揖斐政俊が西国郡代に格上げされ、それ以降は九州の支配所を治める郡代支配の拠点となった。最後の郡代は窪田鎮勝。享保19年（1734年）当時には、豊前・豊後・日向・筑前の直轄地合わせて12万石を支配し、江戸末期には16万石にもなった。

#### 文化
江戸時代に京・大坂・江戸を手本に町人文化が繁栄し、現在でも小京都などと呼ばれる。特に、代官・郡代により掛屋に指定された商人は大名貸の金利などにより利益を得ており、その利益や蓄えを俗に日田金（ひたがね）といった。日田金は一例として、広瀬淡窓の弟である6世広瀬久兵衛（ひろせきゅうべい、1790年 - 1872年）による治水工事（小ヶ瀬井路）や通船用への川の整備、干潟の干拓（呉崎新田・久兵衛新田（宇佐）など）工事などの事業、大名の財政再建などに投じられている。
幕末に広瀬淡窓の開いた私塾咸宜園には日本中から塾生が集まった。塾生には蘭学者の高野長英や近代軍隊の基礎を築いた大村益次郎などがいる。

### 近現代

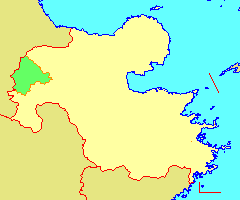
1956年当時の市域

1868年（慶応4年）より支配所（幕府直轄領）は天朝御料（天領）に編入され、西国郡代の支配下にあった支配所地方行政として日田県が置かれた。松方正義を知事として迎えて旧日田陣屋および永山城跡に県庁が置かれたが、その4年後の1872年に日田県は廃止となり、日田県内の日田郡は大分県へ編入された。
- 1889年（明治22年）に施行された町村制により発足した旧陣屋町を中心とする豆田町と三隈川河畔の商業町（旧日隈城下）を中心とする隈町が1901年（明治32年）に併合し、日田町が発足。
- 1940年（昭和15年）12月11日 - 日田町と三芳村、高瀬村、光岡村、朝日村、三花村、西有田村の6村が合併し市制施行。
- 1941年（昭和16年）5月5日 - 市章および「日田市歌」（作詞：山口扶美、作曲：松田一二三）を制定。
- 1949年（昭和24）6月9日 - 昭和天皇が市内を行幸（昭和天皇の戦後巡幸）[7]。
- 1955年（昭和30年）3月31日 - 東有田村、小野村、大鶴村、夜明村、五和村の5村を編入。
- 2005年（平成17年）3月22日 - 日田郡前津江村、中津江村、上津江村、大山町、天瀬町を編入。これにより、日田郡が消滅。

1889年（明治22年）の町村制度施行の際における日田郡全域が現在の市域にあたる（一部で部分的な編入などによる例外あり）。

### 歴代市長
| 代    | 氏名       | 就任年月日   | 退任年月日   | 備考                 |
| ----- | ---------- | ------------ | ------------ | -------------------- |
| 初    | 首藤今四郎 | 1941年3月    | 1945年3月    |                      |
| 2     | 伊東政喜   | 1945年3月    | 1945年12月   |                      |
| 3-5   | 広瀬正雄   | 1945年12月   | 1952年10月   |                      |
| 6-9   | 岩尾精一   | 1952年10月   | 1968年10月   |                      |
| 10-12 | 畑英次郎   | 1968年10月   | 1979年7月    | 衆院選出馬のため辞職 |
| 13-16 | 石松安次   | 1979年8月5日 | 1995年8月4日 |                      |
| 17-19 | 大石昭忠   | 1995年8月5日 | 2007年8月4日 |                      |
| 20    | 佐藤陽一   | 2007年8月5日 | 2011年8月4日 |                      |
| 21-23 | 原田啓介   | 2011年8月5日 | 2023年8月4日 |                      |
| 24    | 椋野美智子 | 2023年8月5日 | 現職         |                      |

## 市政

### 市長
- 椋野美智子（1期目）

### 市議会
- 定数：22人[8]

## 国政・県政

### 国政
衆議院小選挙区選挙では、大分2区に属する。直近の第49回衆議院議員総選挙（2021年10月）での選出議員は以下のとおり。
- 衛藤征士郎（自由民主党）

なお、吉川元（立憲民主党）が比例で復活当選している。

### 県政
大分県議会議員選挙では、本市でひとつの選挙区をなす。定数は3人。直近の大分県議会議員選挙（2023年4月）での選出議員は以下のとおり。
- 井上明夫（自由民主党）
- 岡野涼子（自由民主党）
- 中野哲朗（自由民主党）

## 公共機関

### 国の行政機関
法務省
- 大分地方法務局日田支局
- 大分地方検察庁日田支部
- 日田区検察庁

財務省
- 国税庁熊本国税局日田税務署

厚生労働省
- 日田労働基準監督署
- 日田公共職業安定所（ハローワーク日田）

農林水産省
- 林野庁九州森林管理局大分西部森林管理署
  - 三芳森林事務所
  - 中津江森林事務所

国土交通省
- 九州地方整備局大分河川国道事務所日田国道維持出張所
- 筑後川河川事務所日田出張所
- 筑後川ダム統合管理事務所松原ダム管理支所

### 司法機関
- 大分地方裁判所日田支部
- 大分家庭裁判所日田支部
- 日田簡易裁判所

### 独立行政法人
- 独立行政法人石油天然ガス・金属鉱物資源機構九州鉱害防止支援事務所
- 独立行政法人水資源機構筑後川局大山ダム建設所

### 県の行政機関
- 大分県西部振興局
- 大分県日田県税事務所
- 大分県西部保健所
- 大分県日田土木事務所
- 大分県日田警察署

## 経済

### 伝統工芸

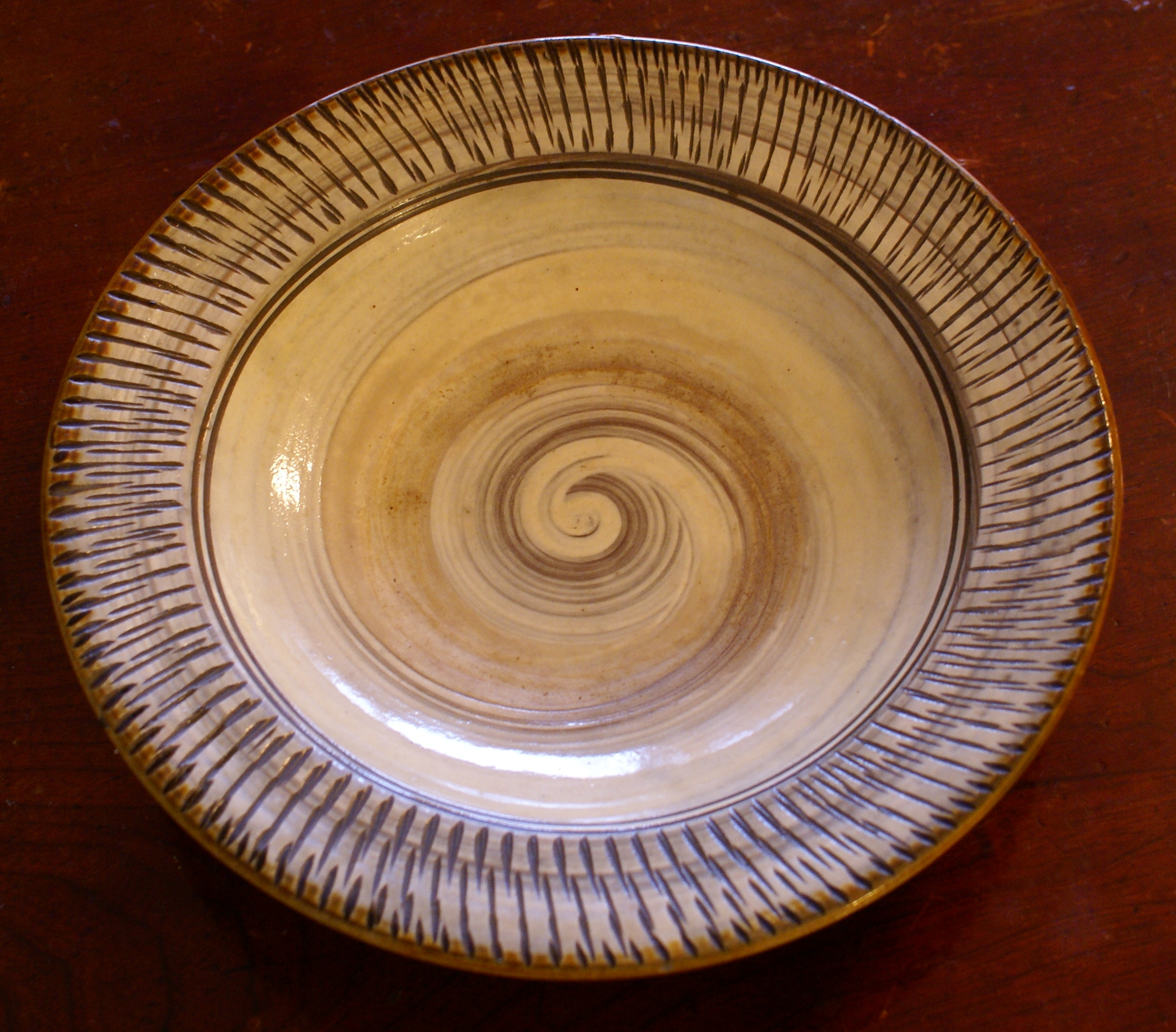
小鹿田焼

- 小鹿田焼（おんたやき）
- 日田下駄
- 日田土鈴

### 産業
古くから市周囲の山間部での林業が栄えた。特に杉は「日田杉」と呼ばれ、日田杉を用いた下駄作りや漆器などの木工業が盛んになった。近年は外国産の安い木材の輸入増加などをうけ、林業自体が以前に比べて衰退傾向にある。
農業は、広くまとまった耕地が確保しにくいため1960年代以降、米作中心から梅、栗、キノコなど山間地に適した作物へ転換を進めた。販売や観光と組み合わせる6次産業化にも力を入れている。市内にある農業協同組合のうち大分大山町農協は直営店「木の花ガルテン」を大分県内各地や福岡市にも展開しているほか、里山を整備して観光施設化した「五馬媛（いつまひめ）の里」を2015年開園した。
この他、三隈川では鮎などを対象とした内水面漁業が行われる。
良質の水でも知られる。日田天領水のほか、井上酒造、クンチョウ酒造、老松酒造など日本酒や焼酎の酒造業も古くから存在する。
近年はTDK三隈川工場（1982年 - ）、SWS西日本（旧九州住電装、1993年 - ）等の工場や、サッポロビール九州日田工場（2000年 - ）、三和酒類日田蒸留所（2002年 - ）（ニッカウヰスキー九州工場〈1989年 - 1999年〉跡）等の食品工業が進出している。
進撃の巨人の諫山創の出身地であることから進撃の日田（2020年 - ）を新たな観光産業の柱として立ち上げた。大山ダムを漫画のワンシーンである巨人の壁としてみたて、3人のキャラクターの等身大銅像が設置された。

#### 日田市に本社を置く企業
- 日田天領水
- 想夫恋
- まるはら
- 日田信用金庫
- 亀山亭ホテル
- NBSロジソル - 旧ニッポー物流サービス。本店は埼玉県越谷市
- 地元新聞
- 中央発条工業

### 主要大規模小売店舗
日田市街地
- イオン日田店（旧 ダイエー）
- ダイレックス（旧黒潮市場）日田中央店

郊外
- ケーズデンキ日田店
- ヤマダデンキテックランド大分日田店
- エディオン（旧100万ボルト）日田店
- スーパーセンタートライアル日田店
- サニー日田ショッピングセンター
- マルミヤストア日田店
- ナフコ日田店
- ドラッグストアモリ日田友田店、田島店、日ノ隈店、日ノ出店

### 中心商店街
- 日田中央商店街
- 三本松商店街
- 寿通り商店街
- 豆田町商店街

## 地域

### 人口
| |                                        |  |
| 日田市と全国の年齢別人口分布（2005年） | 日田市の年齢・男女別人口分布（2005年） |  |
| ■紫色 ― 日田市 ■緑色 ― 日本全国 | ■青色 ― 男性 ■赤色 ― 女性              |  |
| 日田市（に相当する地域）の人口の推移 \| 1970年（昭和45年） \| 87,102人 \| \| \| 1975年（昭和50年） \| 83,649人 \| \| \| 1980年（昭和55年） \| 83,880人 \| \| \| 1985年（昭和60年） \| 83,655人 \| \| \| 1990年（平成2年） \| 81,580人 \| \| \| 1995年（平成7年） \| 79,776人 \| \| \| 2000年（平成12年） \| 77,369人 \| \| \| 2005年（平成17年） \| 74,165人 \| \| \| 2010年（平成22年） \| 70,940人 \| \| \| 2015年（平成27年） \| 66,523人 \| \| \| 2020年（令和2年） \| 62,657人 \| \| |                                        |  |
| 総務省統計局 国勢調査より |                                        |  |
| 1970年（昭和45年） | 87,102人                               |  |
| 1975年（昭和50年） | 83,649人                               |  |
| 1980年（昭和55年） | 83,880人                               |  |
| 1985年（昭和60年） | 83,655人                               |  |
| 1990年（平成2年） | 81,580人                               |  |
| 1995年（平成7年） | 79,776人                               |  |
| 2000年（平成12年） | 77,369人                               |  |
| 2005年（平成17年） | 74,165人                               |  |
| 2010年（平成22年） | 70,940人                               |  |
| 2015年（平成27年） | 66,523人                               |  |
| 2020年（令和2年） | 62,657人                               |  |

### 教育

#### 高等学校
公立
- 大分県立日田高等学校
- 大分県立日田林工高等学校
- 大分県立日田三隈高等学校

私立
- 藤蔭高等学校
- 昭和学園高等学校

#### 中学校
- 日田市立東部中学校
- 日田市立南部中学校
- 日田市立北部中学校
- 日田市立三隈中学校
- 日田市立大明中学校
- 日田市立戸山中学校
- 日田市立東有田中学校
- 日田市立前津江中学校
- 日田市立津江中学校
- 日田市立大山中学校
- 日田市立東渓中学校
- 日田市立五馬中学校

#### 小学校
- 日田市立咸宜小学校
- 日田市立桂林小学校
- 日田市立日隈小学校
- 日田市立若宮小学校
- 日田市立三芳小学校
- 日田市立高瀬小学校
- 日田市立光岡小学校
- 日田市立朝日小学校
- 日田市立三和小学校
- 日田市立有田小学校
- 日田市立小野小学校
- 日田市立大明小学校
- 日田市立石井小学校
- 日田市立前津江小学校
- 日田市立津江小学校
- 日田市立大山小学校
- 日田市立東渓小学校
- 日田市立いつま小学校

#### 特別支援学校
- 大分県立日田支援学校

### 姉妹都市
- メギド市（ イスラエル）[12]

## 交通

### 鉄道路線
- 九州旅客鉄道（JR九州）
  - 久大本線：夜明駅 - 光岡駅 - 日田駅 - 豊後三芳駅 - 豊後中川駅 - 天ケ瀬駅 - 杉河内駅
    - 中心駅：日田駅

### 空港
最寄り空港は福岡空港。高速バス「ひた号」（#高速バス参照）の空港経由便（所要時間およそ85分）が30分から1時間毎に運行されている。
大分県内の空港・大分空港へは自動車で約90分であるが、日田市内から大分空港へ直行する公共交通機関はない（久大本線由布院駅等にてリムジンバスへの乗り換えが必要）。

### 路線バス
市内各地・周辺各地への路線バスあり。市中心部（日田駅前）の日田バスターミナルが主な拠点である。

#### BRT
- JR九州（運行はJR九州バス）
  - 日田彦山線BRT - 平成29年7月九州北部豪雨にて被災した日田彦山線の代替として2023年8月28日に運行開始。
    - 吉竹駅 - 竹本駅 - 名本駅 - 大鶴駅 - 大明小中学校前駅 - 方司口駅 - 伏尾駅 - 今山駅 - 釘原駅 - 小鶴駅 - 上村駅 - 祝原駅 - 夜明駅 - 北友田駅 - 南友田駅 - 光岡駅 - 林工西口駅 - 昭和学園前駅 - 日田市役所前駅 - 日田駅
- ※日田市内の駅のみ全駅記載

#### 一般路線バス
- 日田バス - 日田市内に本社を置く西鉄グループのバス事業者で、日田市内各地の路線や周辺の杖立温泉、玖珠町への路線を運行する。
  - 日田BT - 木の花ガルテン - 下川原 - 大山 - 松原 - 杖立温泉
  - 日田BT - 昭和学園 - 藤山 - 皿山
  - 日田BT - 中川駅前 - 高塚/天瀬温泉 - 北山田駅前 - くす温泉 - 森駅前 - 森町
  - 日田BT - 五馬入口
- 大分交通グループ（大交北部バス） - 中津市と日田市を耶馬渓経由で結ぶ。
  - 中津駅前 - 新万田 - 野路 - 青の洞門 - 柿坂 - 守実温泉 - 日田BT ※守実温泉 - 日田BT間と中津 - 守実温泉間は別系統扱い

かつては福岡県内各地と日田市内を結ぶ西鉄バスの路線が多数あったが、2000年前後に国道386号経由で甘木市・朝倉町・杷木町（いずれも現・朝倉市）と日田市を結ぶ路線と国道210号経由で福岡県の久留米市や吉井町（現・うきは市）・浮羽町（同）と日田市を結ぶ路線が相次いで廃止され、その後も西鉄バス久留米により旧前津江村区域北部の柚木地区と福岡県うきは市・朝倉市杷木を結ぶ路線が長年にわたり運行されていたが、これも2025年に廃止されたため現在は消滅している。

#### コミュニティバスなど
- ひたはしり号 - 日田市中心部で運行。
- 日田市営バス - 松原ダムと旧中津江村・上津江村区域を結ぶ。松原ダムでは日田バスが運行する日田 - 杖立間のバスと接続している。
- 新川・田篭地区のりあいタクシー - うきは市が主体となって運行しており日田市柚木地区とうきは市旧浮羽町中心部を結ぶ。予約があったときのみ運行。

#### 高速バス
- 太字は日田市内の停車地
- すべて昼行路線

| 愛称名         | 運行会社                                  | 経由する市町村または停車地・地域                                                                                  |
| -------------- | ----------------------------------------- | --- |
| ひた号         | 日田バス 西日本鉄道                       | 福岡市 - 筑紫野 - 高速基山 - 高速小郡大板井 - 高速太刀洗 - 高速甘木 - 杷木 - 日田市中心部各地・日田BT・日田営業所 |
| ゆふいん号     | 日田バス 西日本鉄道 亀の井バス            | 高速日田 - 高速天瀬高塚 - 玖珠IC - 九重IC - 由布市（由布院温泉）                                                  |
| （愛称名なし） | 日田バス 九州産交バス                     | 日田BT - 小国町 - 南小国町                                                                                        |
| とよのくに号   | 西日本鉄道 大分交通 大分バス              | 高速日田 - 大分市                                                                                                 |
| サンライト号   | 長崎県交通局 長崎自動車 大分交通 大分バス | 長崎市・諫早IC・高速大村木場・大村IC・松原 - 高速甘木 - 高速日田 - 玖珠IC - 湯布院IC・別府市・大分市              |

### 道路

#### 高速道路
- 大分自動車道
  - 5 日田IC - 6 天瀬高塚IC[注釈 2]
  - 萩尾PA

#### 一般国道
- 国道210号（国直轄管理）
- 国道211号
- 国道212号
- 国道386号
- 国道387号
- 国道442号
- 国道496号

#### 主要地方道
- 大分県道・熊本県道9号日田鹿本線
- 大分県道・熊本県道12号天瀬阿蘇線
- 大分県道48号日田玖珠線
- 大分県道54号玖珠天瀬線

#### 一般県道
- 福岡県道・大分県道105号山北日田線
- 福岡県道・大分県道106号朝田日田線
- 福岡県道・大分県道107号宝珠山日田線
- 大分県道・福岡県道108号中津吉富線
- 大分県道・熊本県道137号上野田黒渕線
- 大分県道407号白地日田線
- 大分県道647号栃野西大山線
- 大分県道670号和田大鶴停車場線
- 大分県道671号大鶴熊取線
- 大分県道672号戸畑日田線
- 大分県道673号小畑日田線
- 大分県道674号岩戸五馬日田線
- 大分県道676号西有田豆田線
- 大分県道677号石井庄手線
- 大分県道698号西大山大野日田線
- 大分県道720号日田山国線

#### 道の駅
- せせらぎ郷かみつえ
- 鯛生金山
- 水辺の郷おおやま

## 名所・旧跡
豆田地区

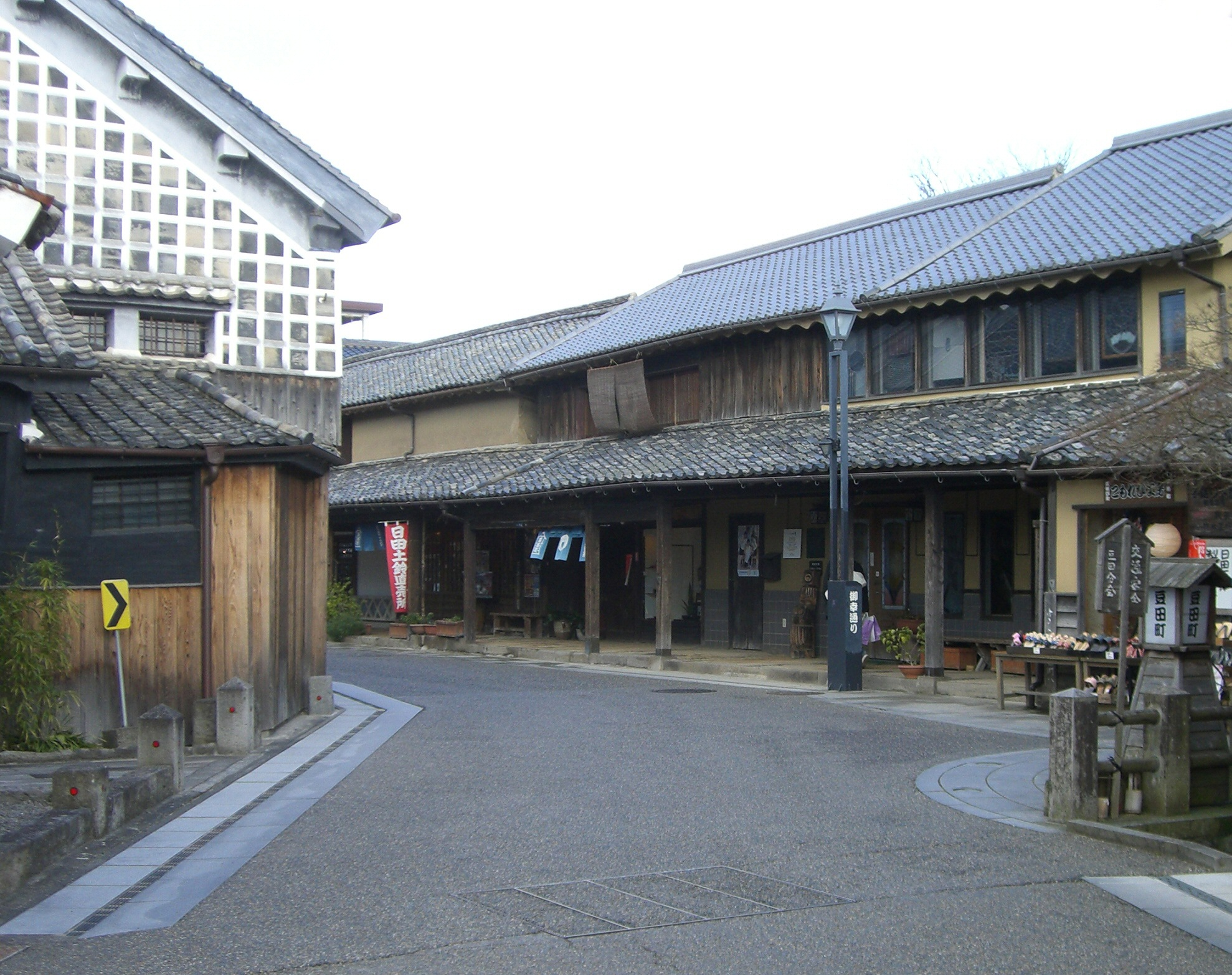
豆田町（左は草野本家）

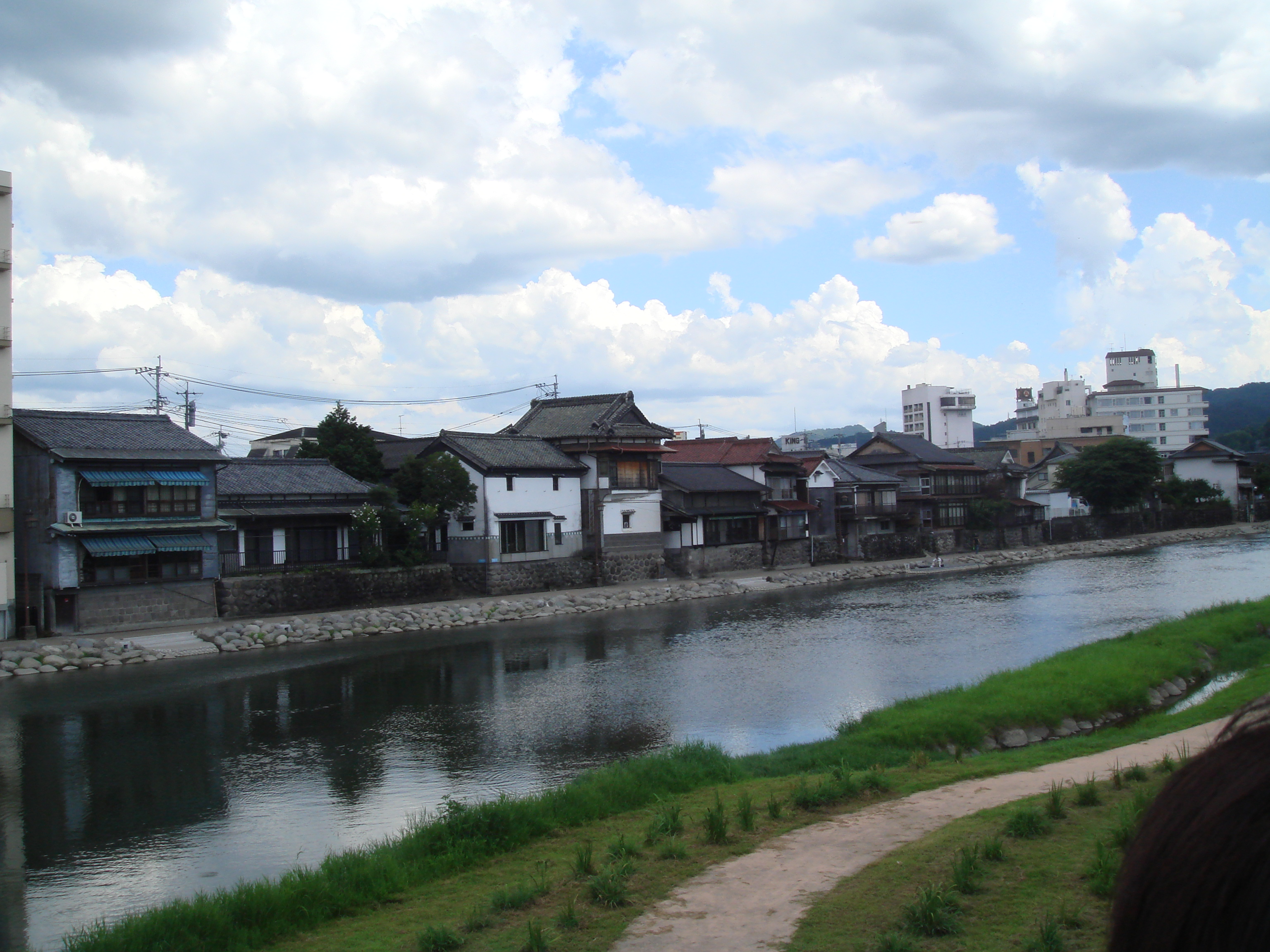
隈町河川敷の町並み

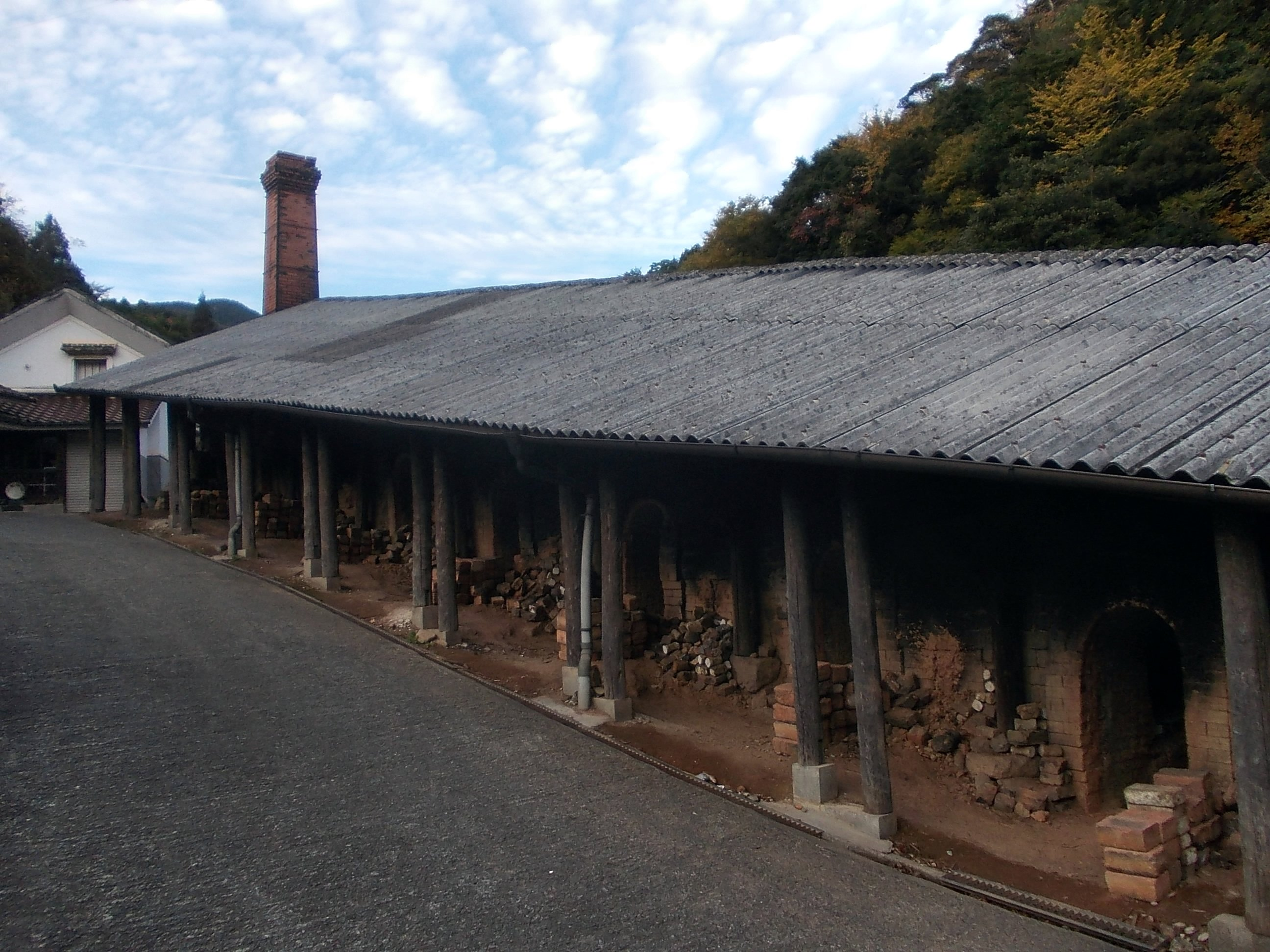
皿山

- 豆田町（重要伝統的建造物群保存地区） - 江戸時代中期からの町家が残る町並み
  - 広瀬淡窓旧宅（国史跡）
  - 長生園（国史跡・廣瀬家墓地）
  - 草野家住宅（国重文）
  - 日本丸館（国登録有形文化財・岩尾薬局）
  - 天領日田資料館
  - 薫長酒蔵資料館（クンチョウ酒造）
- 中城河岸跡（港町）
- 咸宜園跡（国史跡・淡窓町）

隈・竹田地区
- 後藤家住宅（国登録有形文化財）
- 山田家住宅（国登録有形文化財）
- 日田祇園山鉾会館
- 隈まちづくりセンター黎明館（国登録有形文化財） - 大分銀行旧日田支店・旧浜田医院
- 寺町通り

郊外
- 行徳家住居（国重文・夜明関町）
- 井上家住宅（国登録有形文化財・鶴河内町）
- 皿山（重要無形文化財）

大山地区
- 旧矢羽田家住宅（国重文）

津江地区
- 鯛生金山跡（近代化産業遺産）

### 神社仏閣
神社
- 大原八幡宮（田島町）
- 八坂神社（隈町）
- 日田神社（城町）
- 日隈神社と松方神社跡（亀山公園）
- 大野老松天満社（前津江町） - 旧本殿は室町時代の建立で国重文。

寺院
- 伝来寺（伝来寺庭園、大分県の名勝）
- 岳林寺
- 永興寺（慈眼山公園、慈眼山仏像収蔵庫。安置の永興寺仏像は国重文）
- 長福寺（本堂は国重文）
- 龍源寺（龍体山八十八ヶ所霊場の総祈願所。大師堂。銭洗い大黒天など）

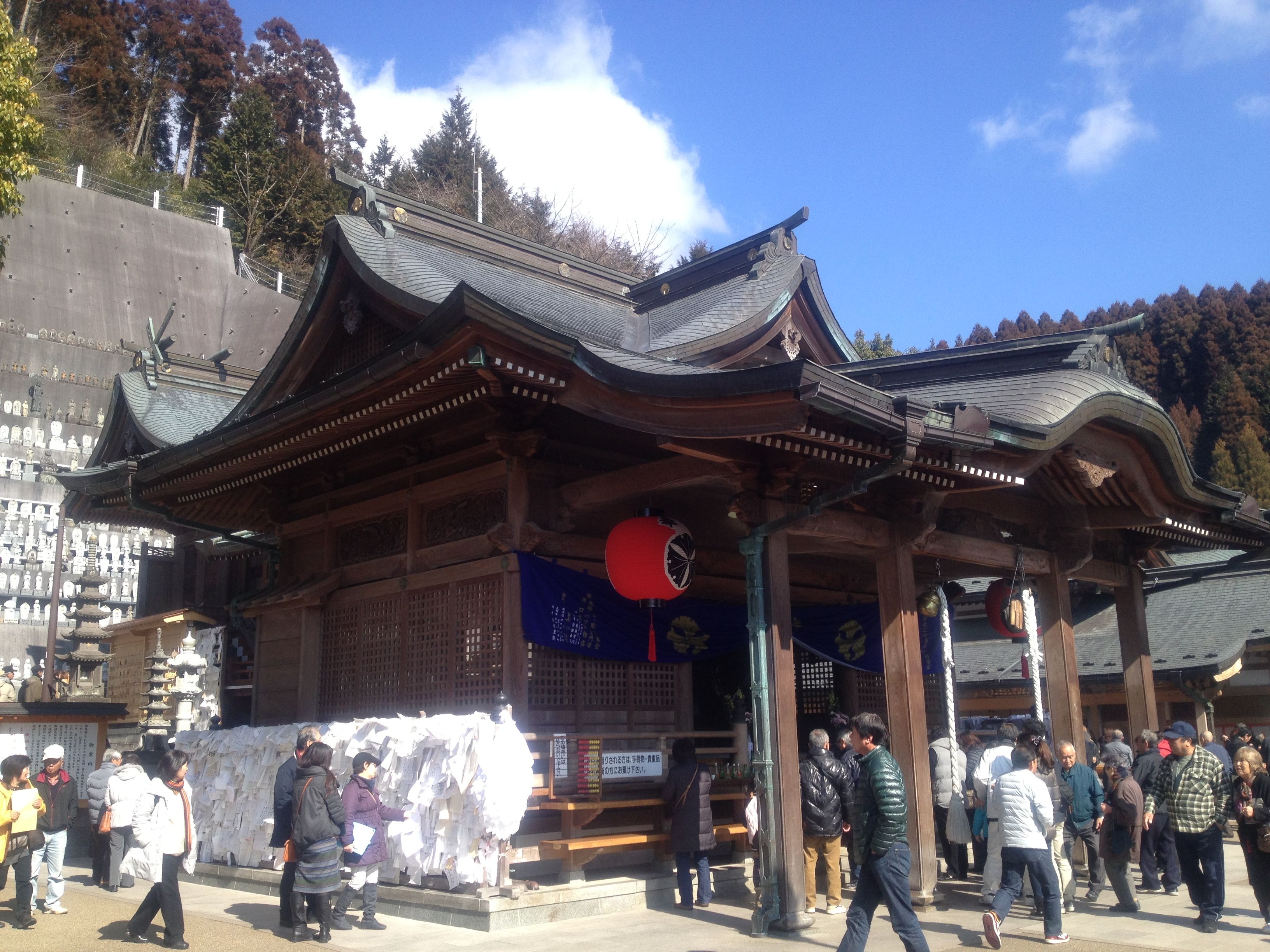
高塚愛宕地蔵尊（拝殿）

神仏習合の社寺
- 高塚愛宕地蔵尊
- 吹上神社（吹上観音）銭洗い大黒

### 史跡
古墳
- 穴観音古墳（国史跡、内河町）
- 法恩寺山古墳群（国史跡、刃連町）
- ガランドヤ古墳（国史跡、石井町）
- 城山古墳（諸留町）
- 薬師堂山古墳（田島町）
- 朝日天神山古墳（小迫町）
- 丸山古墳（城町）
- 姫塚古墳（高瀬本町）
- 平島古墳（諸留町）
- 惣田塚古墳（琴平町）
- 三郎丸古墳（北友田）

遺跡
- 小迫辻原遺跡（国史跡・小迫町）
- 吹上遺跡（吹上町、小迫町、渡里町）

城跡
- 日隈城
- 永山城（日田陣屋）大分県史跡

### 公園
- 月隈公園 - 永山城跡
- 亀山公園（きざんこうえん） - 日隈城跡
- 慈眼山公園 - 永興寺跡及び大蔵氏日田城跡
- 鏡坂 - 景行天皇訪問地
- 萩尾公園
- 椿ヶ鼻ハイランドパーク
- 日田市天瀬農業公園（ローズヒルあまがせ）

### 自然・天然記念物
- 小野川阿蘇4火砕流埋没樹林群（国の天然記念物）
- シオジ原生林・御前岳湧水（前津江町柚木、御前岳）[16]
- 天瀬六瀑（天瀬町） - 桜滝、観音の滝、慈恩の滝、山法師の滝、楓葉の滝、夕日の滝。
- 叢雲の松（隈八坂神社） - 日田市指定天然記念物、大分県特別保護樹木
- 上津江シャクナゲ園（上津江町） - 神宿りの滝、シャクナゲ園

### 温泉

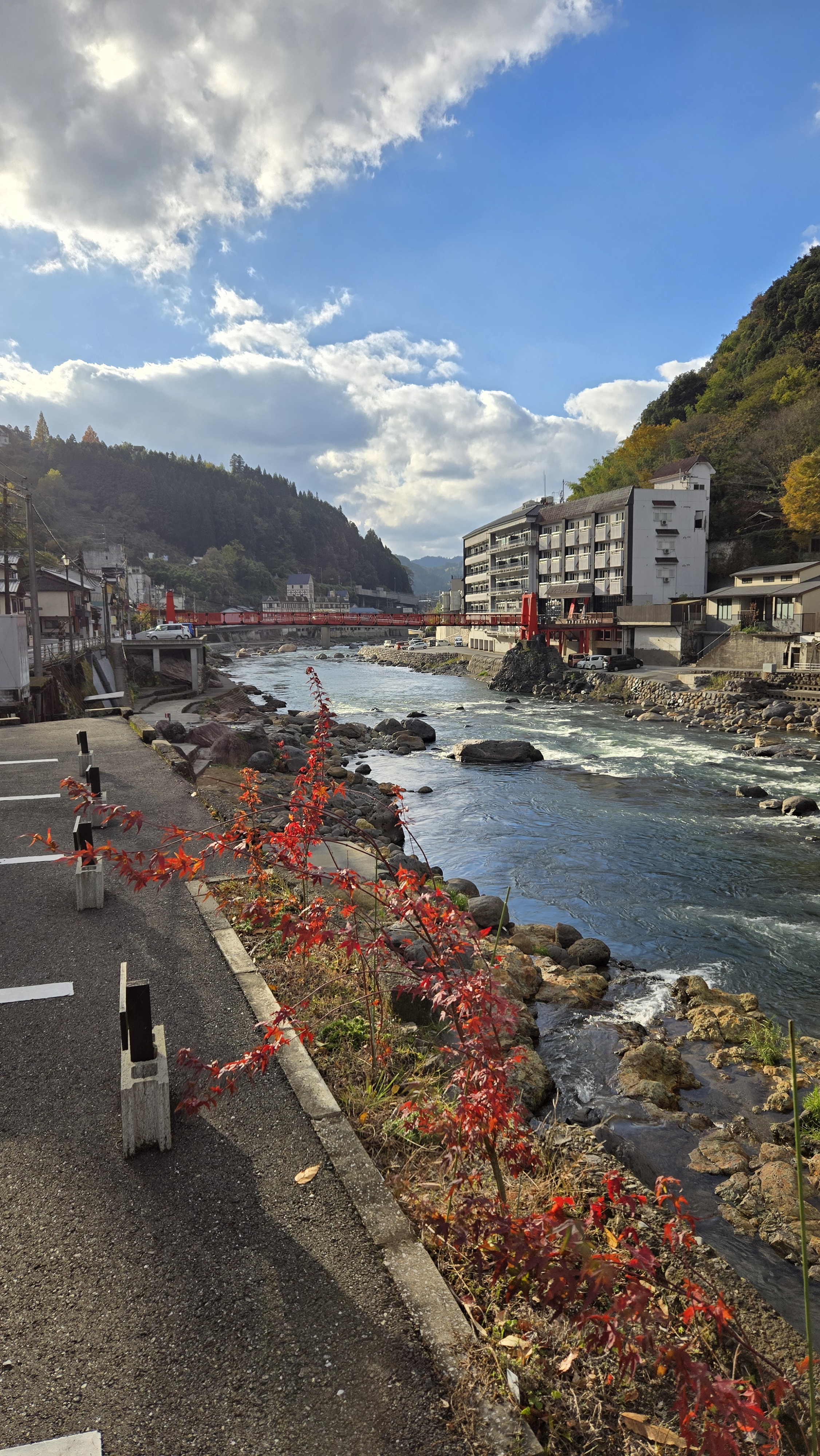
天ヶ瀬温泉

- 日田温泉
- 天ヶ瀬温泉
- 湯ノ釣温泉

## 祭事・催事

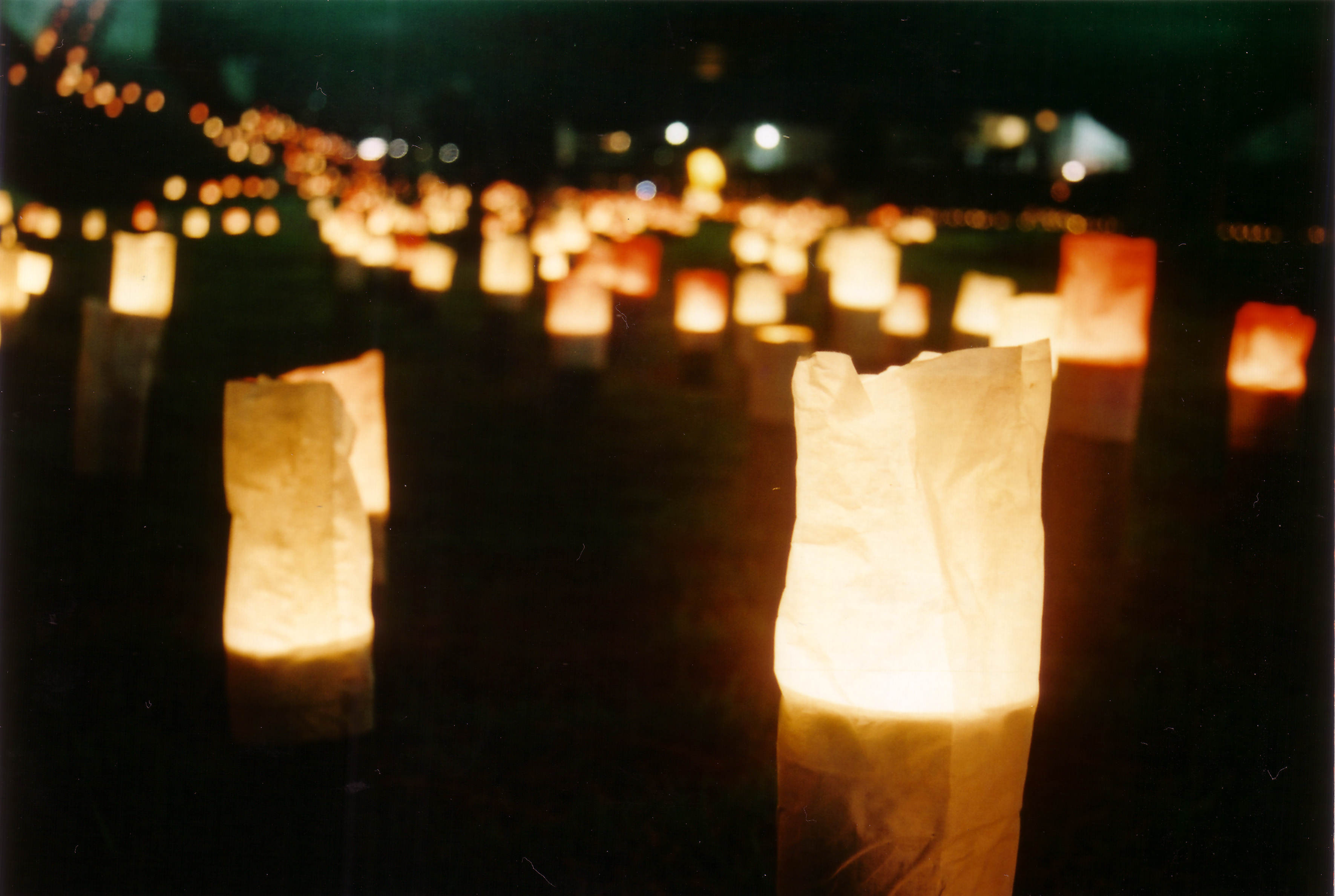
日田天領まつり（千年あかり）の様子

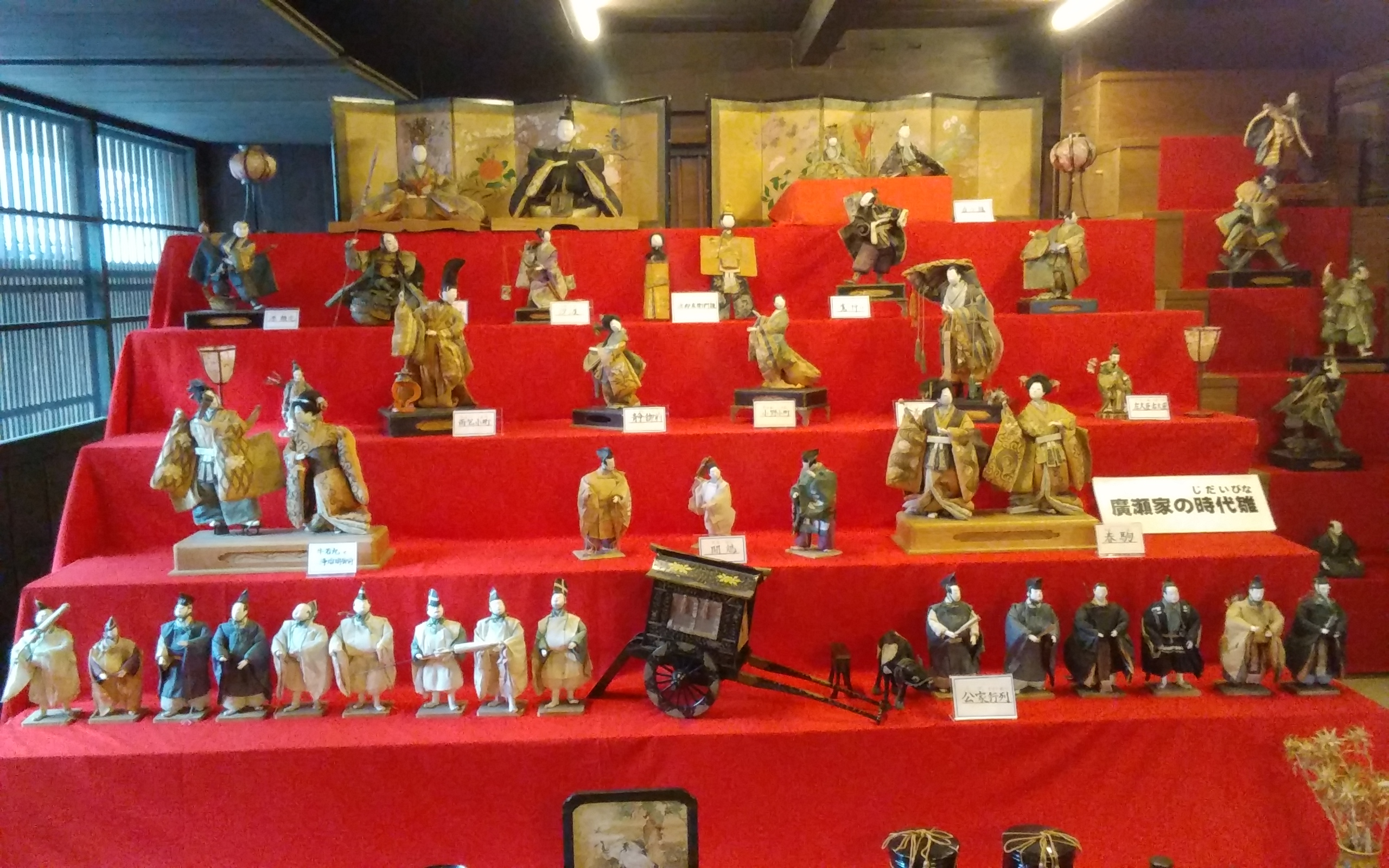
天領日田おひなまつり,廣瀬資料館の時代雛

- 天領日田おひなまつり（2月15日 - 3月31日） - 九州最大級のひなまつり
- 日田川開き観光祭（5月20日過ぎの土曜日・日曜日）
- 日田祇園祭（7月20日過ぎの土曜日・日曜日）
- 大原八幡宮仲秋祭（放生会）（9月中旬）
- 千年あかり（11月3週目の金曜日・土曜日・日曜日）
- 日田天領まつり（11月第3土曜日・日曜日）
- 日田おおやま梅まつり（2月中旬 - 3月中旬）

## 選定
- 水の郷百選 - 水と緑と歴史のまち…ひた
- 日本の音風景100選 - 小鹿田皿山の唐臼
- 美しい日本の歴史的風土100選（財団法人古都保存財団） - 商家町豆田町の歴史的街並み
- 桜の名所100選（ぴあ株式会社） - 大原の大しだれ桜

## 食文化
- 日田やきそば - 調理方法の特徴から、一般のソース焼きそばに比べて、麺がパリっとしているのが特徴。
- 高菜巻（たかなずし） - 高菜を海苔の代用とした巻き寿司。
- 柚子胡椒 - 発祥地地域の一つに指摘される。
- 鶏足（けいそく） - ニワトリの足を甘辛く煮た料理。
- たらおさの煮しめ - 棒鱈の内臓部分（鱈の胃）を甘辛く煮た料理。お盆に食することが多いため「盆だら」とも呼ばれる。
- 日田どん鍋 - 旅行専門雑誌『じゃらん九州』が中心となって作られた、レシピに日田産の食材が含まれる鍋。
- ひたん寿し

## 出身者・ゆかりのある人物

### 出身者

#### 政治家
- 川路聖謨（幕末の外国奉行）
- 畑英次郎（農林水産大臣、通商産業大臣を歴任）
- 井上準之助（第9代、第11代日本銀行総裁）
- 坂本休（元中津江村長） - 旧中津江村出身。
- 広瀬勝貞（元大分県知事）

#### 軍人
- 大蔵栄一（大日本帝国陸軍大尉） - 二・二六事件の革新派青年将校の中心人物

#### 実業家
- 広瀬道貞（テレビ朝日顧問・元会長、日本民間放送連盟会長）
- 山本浩二（株式会社J.D. Power Japan代表取締役社長、日産自動車EVプログラムダイレクター）

#### 学者
- 大蔵永常（江戸期の農学者）
- 広瀬淡窓（儒学者、漢詩人、教育者）
- 長三洲（漢学者）
- 高瀬松子（看護教育者）-第25回フローレンス・ナイチンゲール記章を受賞した

#### 作家・ジャーナリスト
- 石川利光（作家）
- 一ノ宮美成（フリーランスジャーナリスト）
- 佐伯琴子（作家、フリーライター）
- 筑紫哲也（ジャーナリスト） - 日田市名誉市民

#### 画家
- 岩澤重夫（日本画家）
- 宇治山哲平（画家）

#### 漫画家
- 諫山創（漫画家） - 旧大山町出身。進撃の巨人作中の「三重の壁」は柱状節理による溶岩壁がモチーフ[17]。
- 久世みずき（漫画家）

#### 音楽家
- 麻生圭子（作詞家・エッセイスト）
- 小森田実（シンガーソングライター、作曲家、編曲家）
- 山崎ハコ（シンガーソングライター。夫はギタリストの安田裕美）
- 横尾幸弘(クラシックギタリスト)
- コージー大内（ブルース・シンガー、ギタリスト）

#### 俳優・芸能関係者
- 池永亜美（グラビアアイドル・女優）
- きどゆういち（ローカルタレント）
- 木下美咲（女優）
- 原田清人（俳優）
- 真屋順子（女優）
- 結木滉星 (俳優、ファッションモデル)

#### マスコミ関係者
- 江藤愛（TBSアナウンサー） - 日田市観光大使を務めている。
- 友成由紀（長崎放送元アナウンサー）
- 安元佳奈（大分放送アナウンサー）
- 平川侑季 (福岡放送アナウンサー)

#### スポーツ関係者
- 梶原公（元プロサッカー選手・大分トリニータ等）
- 木本敬介（元プロサッカー選手・カターレ富山等）
- 蔵本孝二（神奈川県警警察官） - モントリオールオリンピックの男子柔道軽中量級銀メダリスト
- 林真奈美（女子競輪選手、ボート選手）
- 松下紗耶未（2004年アテネオリンピックアーチェリー日本代表）

### ゆかりのある人物
- 行基（僧侶） - 天瀬町高塚で地蔵菩薩像を彫ったといわれる。
- 末綱聡子 - 昭和学園高等学校出身の女子バドミントン選手。大分県大分市出身。
- 夏目漱石（作家・小説家） - 冬場、日田に向かう途中に山中で落馬したエピソードがある。その時の様子を「吹きまくる 雪の下なり 日田の町」と詠んだ俳句がある。
- 畑正憲（作家） - 出生地は福岡県。中学から高校までを日田市で過ごす。
- 松方正義（内閣総理大臣） - 日田県初代知事を務めた。
- 宮川泰（作曲家・編曲家） - 出生地は北海道留萌市
- バーナード・リーチ（イギリス人陶芸家） - 日田小鹿田に滞在して陶芸の研究を行った。
- タモリ（司会者） - 芸能界入りする前にボウリング場「雅叙園ボウル」（現在のナフコ日田店跡）の支配人として働く[18]。
- 三笘薫（プロサッカー選手・ブライトン） - 親が日田市出身[19]。本人も出身は神奈川県川崎市だが、出生地は大分県としている。

## 日田市を舞台とした作品
- 西海道談綺 - 松本清張の小説。江戸時代の日田地域が主な舞台となっている。1983年にテレビドラマ化され、市内でロケが行われた。
- 男はつらいよ 寅次郎の休日 - 1990年の映画。豆田町を中心に、三隈川に残る木材加工場でロケが行われた。
- 十津川警部シリーズ42『九州ひなの国殺人ルート』 - TBS系『月曜ゴールデン』で2009年9月28日に放送された西村京太郎原作・渡瀬恒彦主演のテレビドラマ。日田市内でロケが行われた。
- 少年のアビス - 週刊ヤングジャンプにて連載中の 峰浪りょうの漫画。光岡橋や花月川・情死ヶ淵をモデルにした描写が出てくる。

## マスコットキャラクター
- たんそうさん - 咸宜園を開いた広瀬淡窓がモチーフのキャラクター。
- ナシロー - 日田梨のキャラクター。宇宙からやって来た梨星人。
- ピーちゃん - パトリア日田のマスコットキャラクター。
- あまたん＆ゆずたん - 天ヶ瀬温泉のキャラクター。
- 椿ヶ鼻ゆずバーガー - 椿ヶ鼻ハイランドパークのマスコットキャラクター。